# Герах (Горња Франконија)
Герах (њем. Gerach) општина је у њемачкој савезној држави Баварска. Једно је од 36 општинских средишта округа Бамберг. Према процјени из 2010. у општини је живјело 983 становника. Посједује регионалну шифру (AGS) 9471133.

## Географски и демографски подаци
Герах се налази у савезној држави Баварска у округу Бамберг. Општина се налази на надморској висини од 276 метара. Површина општине износи 7,8 km². У самом мјесту је, према процјени из 2010. године, живјело 983 становника. Просјечна густина становништва износи 126 становника/km².